# Поццуоло-дель-Фріулі
Поццуоло-дель-Фріулі (італ. Pozzuolo del Friuli, вен. Posuoło del Friuli) — муніципалітет в Італії, у регіоні Фріулі-Венеція-Джулія,  провінція Удіне.
Поццуоло-дель-Фріулі розташоване на відстані близько 460 км на північ від Рима, 65 км на північний захід від Трієста, 10 км на південь від Удіне.
Населення — 6984 особи (2014).
Щорічний фестиваль відбувається 30 листопада. Покровитель — Андрій Первозваний.

## Демографія
Населення за роками:

Станом на 1 січня 2023 року в муніципалітеті офіційно проживало 613 іноземців з 56 країн, серед них 237 громадян країн Євросоюзу та 49 громадян України.

## Сусідні муніципалітети
- Базиліано
- Кампоформідо
- Лестіцца
- Мортельяно
- Павія-ді-Удіне
- Удіне